# ガンダルバ (ダリット)

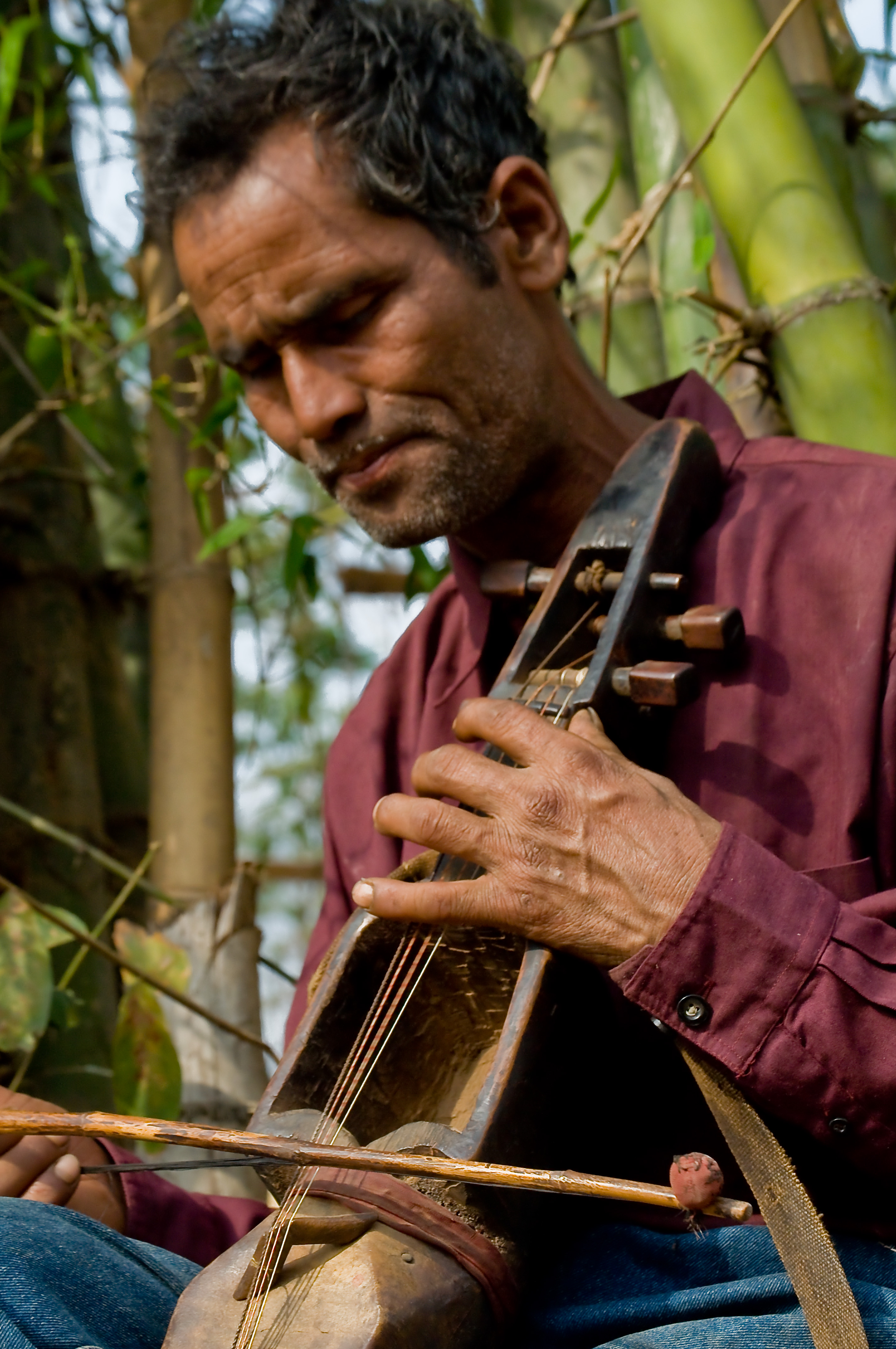
ガンダルバによるサランギの演奏と歌

ガンダルバ（がんだるば・ネパール語: गन्धर्व जाति、英語: Gandarbha）とは、ネパール中央丘陵地帯のインド・アーリア系民族（パルバテ・ヒンドゥー）に属するダリット（不可触民）コミュニティ。ネパールの下位カーストで、職業は楽師。伝統的にはガイネ （ネパール語: गाईने、英語: Gaine）と呼ばれていたが、カースト名称を忌避してサンスクリット的な美称を名乗るようになった。ガンダルバの由来はインド神話の天界の楽人ガンダルヴァ、ガイネの由来はgāunu（ガウネ・歌う）とhīḍne（ヒンネ・歩く）。

## 概要
ガンダルバの伝統的職業は日本の門付けに近い。村の家々を訪ねたり広場など人の集まるところを移動しつつ弾き語りをする遊行の音楽家であり、その対価として食べ物などを得て生計を立てていた。ときに「大道芸人」「辻音楽師」「吟遊詩人」などとも表現されるが、彼らには職業を指す特定の言葉は無く「歩き回る仕事」「楽しませる仕事」「ジャーナリストのような仕事」などと表現している。
彼らが主に使う楽器はサランギと呼ばれるバイオリンに似た弦楽器である。かつてはより大きなアルバージ（arbāj）と呼ばれる撥弦楽器も用いていたが、現在ではサランギがガンダルバのアイデンティティとなっている。
彼らの歌はGeetと呼ばれる民謡の一種で、内容は英雄的な叙事詩、大事件を元にした物語詩、神々への賛歌、愛や自然を歌う抒情詩などである。また、彼らは即興の歌に乗せて情報を伝達する役割も担っていた。ネパール王国の建国の際には、戦況を歌に乗せて村々に伝えたことで貢献したと評価されている。

## 伝統的な生業
彼らのようなダリットは職業カーストとも呼ばれ、世襲的な職域に縛られる。多くのダリットは鍛冶屋（カミ）や皮職人（サルキ）など生活必需品の生産者であり固定の顧客をもつため経済的には安定していたが、遊行をするガンダルバは特定の顧客を持たず、時に物乞いのような扱いをうけるなど不安定な生活を強いられた。
ガンダルバは一般社会から隔離された各地の居住区に集団で暮らし、独自の言語を持ち、ほぼ族内婚をするなど閉鎖的集団を形成していた。一方では彼らの行動範囲は広く、ネパール国内に留まらずインドのデリー・カルカッタ・ダージリン・アッサムにも出稼ぎに出た。その意味では彼らの生業は都市的ともいえる。
門付けに出かけるのは主に男性である。門付けは同じ場所を繰り返し訪れると嫌がられるため、時には1月ほど家を離れて遠隔地まで足を運んで門付けエリアを広げた。また、遊行する道中で集めた薬草を処方したり、神を口寄せしや神々への祈りを捧げるなど、呪医的医療行為（フクネ・phukne）を副業とする者もいた。彼らが得る報酬の多くは穀物であったが、長期の門付けをする場合は道中の食用を除いて換金をし、そうして得た収入を生活費・学費・医療費などに充てていた。

## ネパールの変容と生業の変化
1990年にネパール憲法が制定され、一部ではあるがカーストに由来する差別は禁止された。一方では農業国であったネパールは工業化を進め、ネパール人の労働者化が進んだ。新たに生まれた資本主義的階級は旧来のカースト的階級と重なる部分はあるものの、ダリットであっても海外への出稼ぎなどで成功しミドルクラス程度の暮らしができるようになる可能性が生まれている。こうした近代化の中で村にはラジオが普及し、ガンダルバのエンターテイナー・ジャーナリストとしての価値は相対的に低下していった。生産手段（土地）を持たなかったガンダルバは報酬を得ることができなくなり、伝統的な生業を捨てて都市に出て職を求めるものも現れた。
同時にこれらの状態は「文化の消失」と受け止められるようになる。危機感を持ったガンダルバは、海外からの観光客を相手に彼らの生業を文化として商品化して生計を立てるようになった。元来ダリットであったガンダルバは民族に由来する忌避観が薄く、また伝統的生業として多民族国家であるネパール中を遊行をしてきたため、異民族や異文化との交流に抵抗が少なかったことも有利に働いた。カトマンズの観光産業が盛んな地区タメルに集まったガンダルバは、観光客相手に楽師を名乗ってBGMを披露し、サランギや音楽CDを売り、時には伝統的な生業と結びついたネパールの地理的・文化的知識を利用してガイドをするなど、ツーリズム現象に乗ってグローバル経済に関わるようになる。
一方で別の問題も起こる。伝統的にガンダルバが伝えてきた歌は、叙事詩あるいは神や天候への祈りなどであった。しかし観光客が求める楽曲はエスニック文化を感じるためのサランギの旋律であり、稀に歌う場合もフォークソングである。ゆえにガンダルバの伝統的文化は伝承者の死去と共に失われて行っている。また、ラジオでガンダルバの演奏が流れたことでサランギ演奏はネパールの国民的音楽と認識されるようになったが、同時にサランギを習得する上位カースト出身者が現れ、ガンダルバらには文化を奪われ職を失うという不安が生まれるようになった。
これらの問題に対する取り組みとして、上位カーストの研究者がガンダルバの文化をネパール文化の構成要素として国を挙げて支援する必要を訴えたことや、1995年には海外からの援助の受け皿としてガンダルバ文化芸術協会が設立されるなど、ガンダルバ文化の維持・発展が図られるようになった事が挙げられる。また、1996年の人民戦争（ネパール内戦）の際にはルビン・ガンダルバが政権を批判する弾き語りを行った事が様々な媒体で広まったことや、2001年のネパール王族殺害事件を歌ったマンガル・プラサド・ガンダリの曲がよく売れたことなどは、ガンダルバの伝統的生業をネパール社会が再認識する出来事となった。

## 著名な人物
- en:Jhalak Man Gandarbha